# فيلينيه
فيلينيه (بالإنجليزية: Velenje)‏ هي مستوطنة تقع في سلوفينيا في Savinja Statistical Region. يقدر عدد سكانها بـ 25.333 نسمة ومساحتها 12.6 كم2 ووترتفع عن سطح البحر 400 متر.

## المدن التوأمة
مدن إسلينغن آم نكار وفيين هي مدن توأمة لـفيلينجي.